# Vampir
|  | Per a altres significats, vegeu «vampir (desambiguació)». |

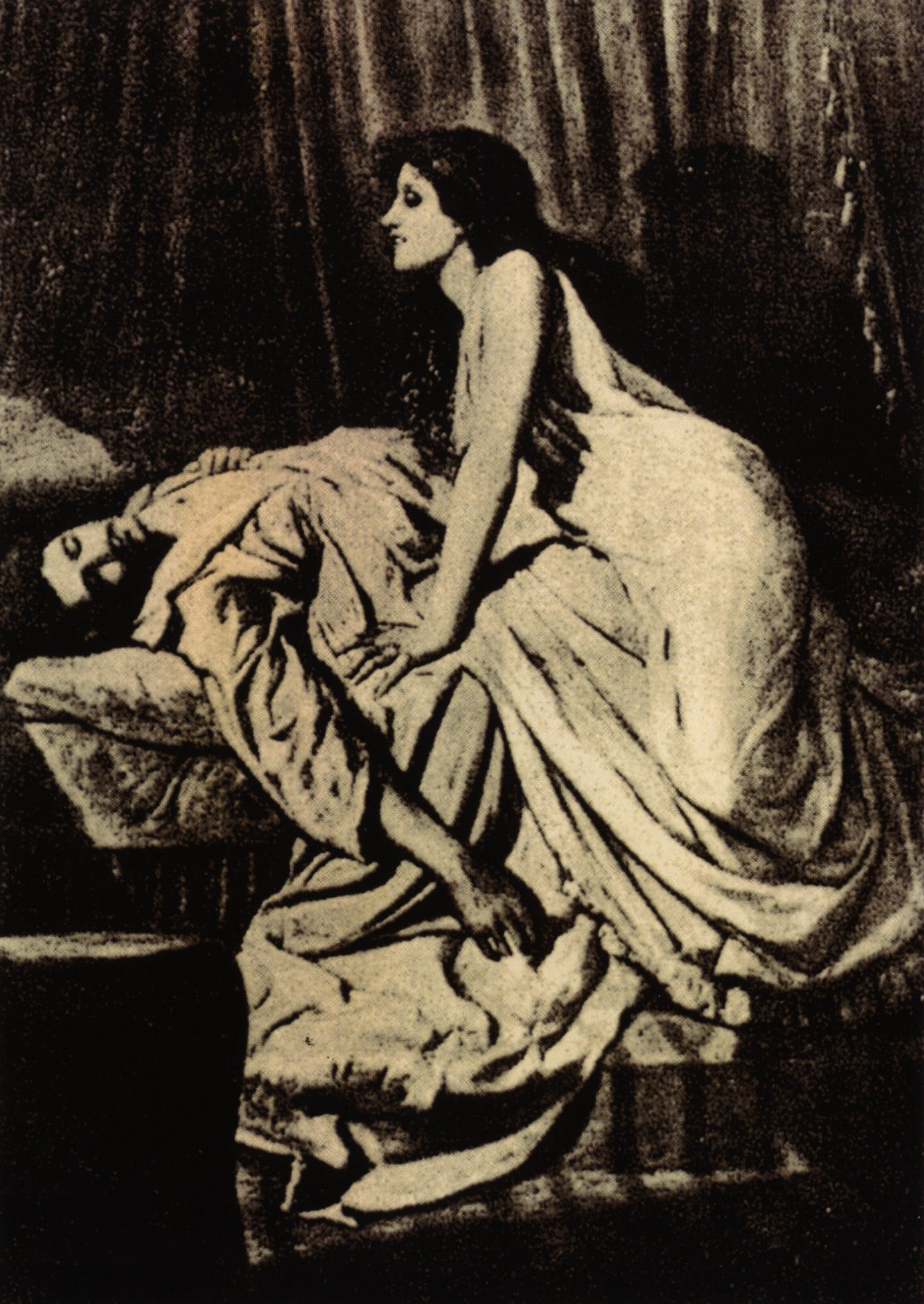
El vampir, obra de Philip Burne-Jones, 1897

Un vampir és un personatge mitològic, un monstre que "sobreviu" xuclant la sang d'humà o animal, més sovint dels humans; és un paràsit amb forma humana. Sovint té la capacitat de transformar-se en altres formes, sobretot la de ratpenat. Una persona es transforma en vampir quan n'és mossegada per un, i llavors viu una segona existència (usualment nocturna), que pot ser eterna si no se'l mata. En molts ritus religiosos antics està associat al dimoni. Per als estudiosos, els vampirs són un arquetip que compleixen la funció de desafiar la mortalitat i per això estan presents en moltes cultures. La ciència actual ha intentat explicar els fenòmens associats tradicionalment als vampirs amb al·lusions a plagues, animals i malalties. Tanmateix, l'origen és una manca de comprensió del fenomen de descomposició dels cossos morts, sumat a diverses creences paganes i cristianes.
El vampir carismàtic i sofisticat de la ficció moderna va néixer l'any 1819 amb la publicació d'El vampir (The Vampyre) de l'escriptor anglès John Polidori; la història va tenir un gran èxit sent, sens dubte, l'obra de vampirs més influent de principis del segle xix. La novel·la de Bram Stoker de 1897 Dràcula es recorda com la novel·la de vampirs per excel·lència i va proporcionar la base de la llegenda moderna dels vampirs, tot i que va ser publicada després que la novel·la de 1872 Carmilla de l'autor irlandès Joseph Sheridan Le Fanu. L'èxit d'aquest llibre va generar un gènere de vampirs característic, encara popular al segle xxi, amb llibres, pel·lícules, programes de televisió i videojocs. Des de llavors, el vampir s'ha convertit en una figura dominant en el gènere del terror.

## Etimologia
Va arribar al català procedent del francès vampire (d'on passà a les altres llengües romàniques), i aquest, de l'alemany Vampir, pres de l'hongarès vampir, comú amb el serbocroat вампир (vampir) La forma sèrbia té paral·lelismes en pràcticament totes les llengües eslaves: el búlgar i el macedònic вампир, el bosnià: вампир, el croat vampir, el txec i eslovac upír i el polonès wąpierz. L'etimologia exacta no està clara. El terme pot haver estat manllevat d'una llengua desconeguda molt primerenca. Entre les propostes protoeslaves es troben les formes *ǫpyrь i *ǫpirь. En albanès s'utilitzen les paraules lu(v)gat i dhampir; la darrera sembla derivada de les paraules en albanès gheg dham 'dent' i pir 'veure'.
Una altra teoria menys estesa és que les llengües eslaves van manllevar la paraula d'un terme turc uber ‘bruixa’, (per exemple, en tàtar ubyr, encara que les primeres llegendes populars al respecte es van registrar només a finals del segle xviii). El lingüista txec Václav Machek proposa el verb eslovac vrepiť sa 'enganxar-se', o el seu hipotètic anagrama vperiť sa (en txec, el verb arcaic vpeřit significa 'empènyer violentament') com a rerefons etimològic i, per tant, es tradueix upír com 'algú que pica, que mossega'. El terme va ser introduït als lectors alemanys pel sacerdot jesuïta polonès Gabriel Rzączyński el 1721. Un ús primerenc de la paraula en antic eslau oriental es troba al tractat anti-pagà Слово святого Григория ("Paraula de Sant Grigori"), datat de manera diversa als segles xi-xiii, on s'informa del culte pagà de upyri.
La primera font coneguda en català data de 1864.

## Història

### Edat antiga

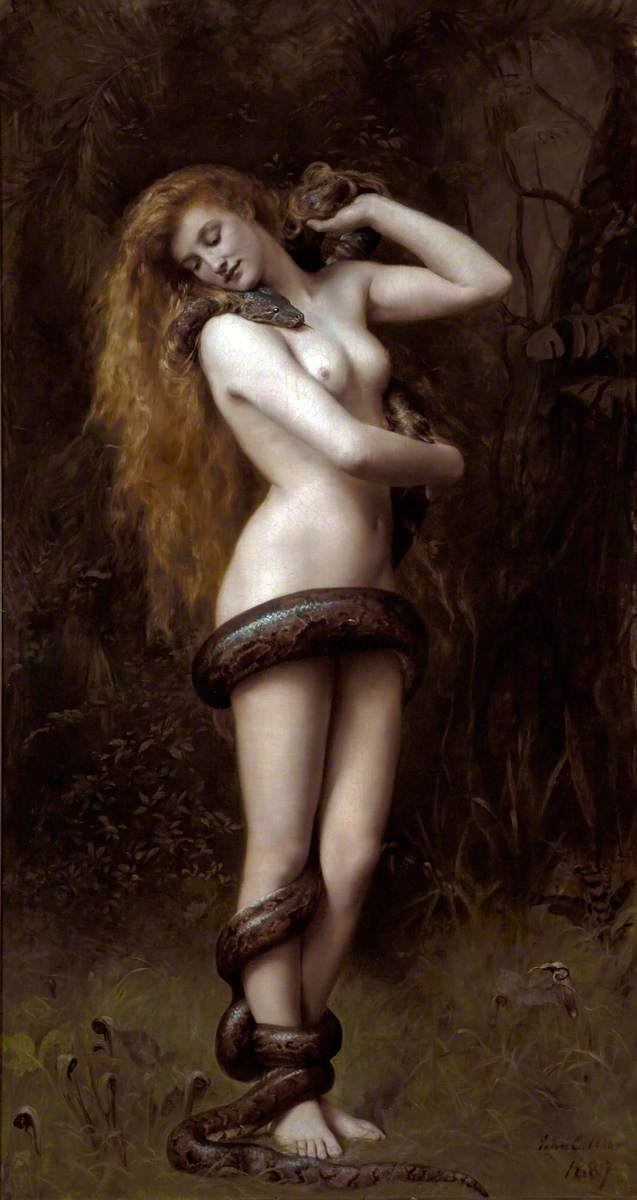
Lilit (1892), per John Collier. Les històries de Lilith la representen com un dimoni bevent sang.

Durant molts segles, s'han trobat històries d'éssers sobrenaturals que consumeixen la sang o la carn dels vius a gairebé totes les cultures del món. El terme vampir no existia en l'antiguitat. Alimentar-se de sang i activitats similars s'atribuïen a dimonis o esperits que menjaven carn i bevien sang; fins i tot el dimoni es considerava sinònim de vampir. Gairebé totes les cultures associen beure sang amb algun tipus de revenant o dimoni, o en alguns casos una deïtat. A l'Índia s'han recopilat contes de vetāles, éssers macabres que habiten en cadàvers, al Baitāl Pacīsī; una història destacada al Kathāsaritsāgara parla del rei Vikramāditya i les seves missions nocturnes per capturar-ne un. Piśāca, els esperits retornats dels malfactors o els que van morir bojos, també tenen atributs vampírics.
Els Perses van ser una de les primeres civilitzacions que va tenir històries de dimonis bevents de sang: criatures que intentaven beure sang dels homes estaven representades en fragments de ceràmica excavats. L'antiga Babilònia i Assíria tenien històries sobre un dimoni, Labartu i sobre la mítica Lilitu, sinònim de i donant lloc a Lilit (hebreu לילית) i les seves filles les Lilu de la demonologia hebrea. Lilitu era considerada un dimoni i sovint es representava com subsistent de la sang dels nadons, i es deia que les estries, dimonis femenins que canvien de forma i bevedors de sang, deambulen durant la nit entre la població, buscant víctimes. Segons Sefer Hasidim, les estries eren criatures creades a les hores del crepuscle abans del descans de Dèu. Una estrie ferida es podia curar menjant pa i sal que li donava el seu atacant.
Diverses criatures de la mitologia grega poden identificar-se amb els vampirs. L'empusa és un espectre nocturn que beu sang humana, tal com feia la làmia amb els nens petits. L'estirge incorporava ales semblants a la dels ratpenats i va acabar evolucionant en les gàrgoles medievals. A l'Odissea d'Homer, apareixen ombres que es nodreixen de la sang dels sacrificis rituals. De fet, és una creença estesa en moltes religions que els déus estimen la sang vessada per ells.

### Edat mitjana
Al segle xi apareix el recull de contes Kathāsaritsāgara (Oceà de contes i llegendes) on un personatge afí al vampir es fica dins dels cossos després de xuclar-los la sang fins que és caçat pel rei. Sembla que aquesta figura estaria inspirada en els pishatxa, uns dimonis caníbals hinduistes.
Els pobles eslaus van començar a creure en vampirs com a cossos incorruptes que es negaven a morir del tot. Les causes podien ser mossegades de determinats animals, com escorpins, o l'excomunió, que no deixava l'ànima en pau en l'altra vida. Usaven la creu i l'estaca com a armes contra ells. Les seves aparicions estaven marcades per desaparicions de ramat durant la nit. Els eslaus creuen que un bon exorcisme o cremar el cos del vampir el pot fer morir de manera definitiva.

### Edat moderna
En el Renaixement va sorgir la història de Vlad Tepes, un rei romanès que després seria assimilat a Dràcula. Aquest noble sanguinari empalava els seus enemics. Des d'aleshores, la regió de Transsilvània és el bressol dels vampirs. S'ha de dir que la historicitat dels fets és molt discutida i, fins i tot, el comte Dràcula autèntic podria haver estat el fill d'aquest Vlad Tepes. La regió, però, ja estava plena de llegendes vampíriques abans de Vlad Tepes. Els romanesos obrien les tombes uns anys després dels enterraments per comprovar que el cadàver hi fos i, per tant, no s'hagués convertit en un vampir. El dia més actiu de l'any per als vampirs era el 22 d'abril.
Elisabet Bathory, anomenada la comtessa de la sang, va contribuir a l'expansió d'aquestes llegendes, ja que es deia que es banyava en sang per mantenir-se sempre jove i que realitzava rituals vampírics amb donzelles del seu castell.
A l'Índia, el vampir està relacionat amb la dea Kali, que també reclama sang per continuar vivint. Una transformació de la seva figura en la "dea negra" anomenada Sara perviu entre els gitanos d'arreu del món. Creuen que qualsevol criatura pot transformar-se en vampir, fins i tot les plantes. Són dels pocs pobles que creuen que els vampirs poden barrejar-se amb la gent normal i tenir fills, criatures molts poderoses que sovint són els únics que poden matar els seus pares. Una vampiressa que es casa amb un home l'esgota en l'acte sexual fins a la mort.
Al segle xviii, es produeix un auge en la creença en els vampirs, i els associen a les morts sense resoldre i a les desaparicions. Molts contes infantils de terror s'omplen d'aquests personatges que arriben volant de nit per atacar les seves víctimes indefenses. La Inquisició s'ocupà també d'ells, declarant-los criatures demoníaques (és per això que es creia que retrocedien davant la creu). Algunes investigacions relacionen els presumptes morts per vampirisme amb una epidèmia de ràbia (fet que explicaria la violència dels afectats i la poca tolerància a les olors fortes com l'all). Es creu que van prendre el relleu dels judicis de bruixeria dels segles anteriors. Augustin Calmet dins el seu llibre Traité sur les apparitions efectuà un recull de casos reals i de llegendes orientals.

### Època contemporània
En el romanticisme, els escriptors admiraven els vampirs com a éssers allunyats de la societat, condemnats a viure eternament. Eren individus de poder i luxúria, que volien deixar aquest món o tornar a viure de dia. Estaven lligats a l'aristocràcia; per això, se'ls representa amb capes de vellut llargues, robes elegants i vivint en castells. Acostumen a ser estrangers per a augmentar el seu exotisme.
L'obra de Bram Stoker es considera el cim literari pel que fa als vampirs. El llibre ha estat adaptat en nombroses ocasions al cinema i constitueix la base de la imatge actual dels vampirs. El segle xx és ple d'obres que recreen aquestes criatures, ara no necessàriament malèfiques. Hi ha un auge de les vampiresses. Així mateix, també cal destacar l'aportació de l'escriptora nord-americana Anne Rice a aquest gènere literari.
Krasue és un fantasma femení del folklore de l'Àsia Sud-oriental que xucla sang durant la nit.
Es diu que el chupacabras de Puerto Rico i Mèxic és una criatura que s'alimenta de la carn o beu la sang d'animals domèstics, fet que fa que alguns el considerin una mena de vampir.
Els vampirs s'han associat a assassins en sèrie, com els casos de Peter Kürten o Richard Chase a la dècada dels 20 i diversos criminals posteriors.

## Característiques

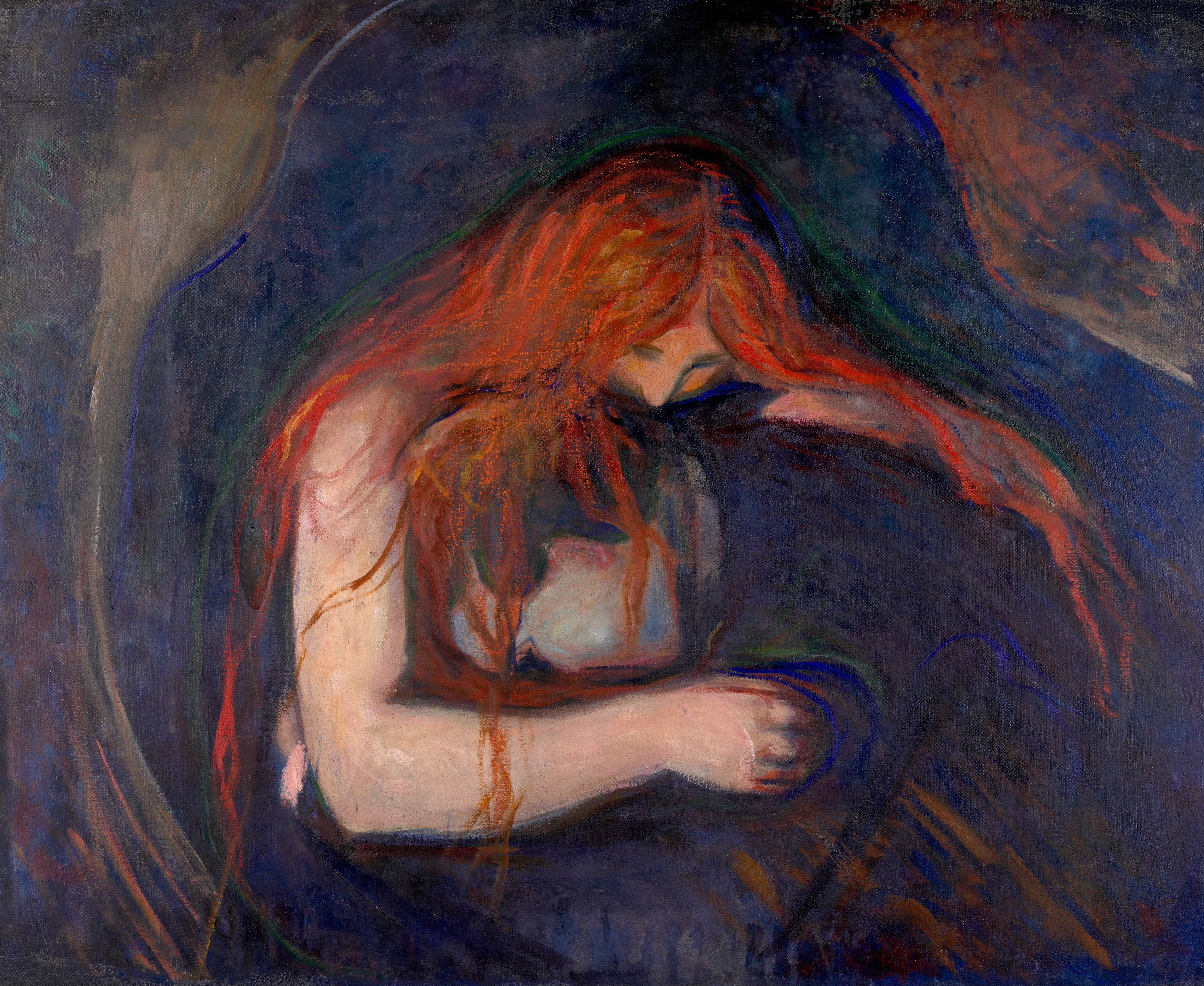
Vampir (1895) per Edvard Munch.

Tot i que cada regió i autor té les seves característiques sobre què és i què no és un vampir, i malgrat el rebuig d'aquests trets populars per part de la literatura vampírica del segle xx, hi ha una sèrie de fets que es relacionen amb els vampirs:
- No es reflecteixen en els miralls ni tenen ombra, ja que no tenen ànima.
- Tenen por de la creu i de l'all, així com de l'aigua beneïda.
- Dormen en taüts i preferiblement a la seva terra natal.
- Poden ser assassinats si se'ls clava una estaca de fusta al mig del cor mentre dormen.
- No poden sobreviure amb la llum del sol.
- Volen augmentar la població dels vampirs amb mossegades als vius, ja que no poden tenir fills naturals.
- La sang fresca els ajuda a mantenir l'aparença de joventut amb el pas dels segles i a sobreviure, ja que és essencial per ell.
- Alguns dominen la màgia i determinats animals.
- Poden sortir volant transformats en ratpenats.
- Les bales de plata o la decapitació poden matar-los.
- No poden respirar, menjar, beure aigua o altres coses relacionades amb la vida.
- Els ullals els creixen amb la visió d'una víctima.
- Són grans depredadors.
- Són impecables contant coses, i no poden evitar-ho, fent-ho una manera d'entretenir-los.
- Tenen una necessitat imperiosa de deslligar qualsevol nus que troben.

#### Creació de vampirs
Les causes de la generació de vampirs van ser moltes i variades en el folklore original. En les tradicions eslava i xinesa, es temia que qualsevol cadàver sobre el que hi saltés per sobre un animal, en particular un gos o un gat, es podia convertir en un dels no-morts. Un cos amb una ferida que no havia estat tractada amb aigua bullint també estava en risc. Al folklore rus, es deia que els vampirs havien estat una vegada bruixes o persones que s'havien rebel·lat contra l'Església Ortodoxa Russa mentre vivien.
En el folklore albanès, el dhampir és el fill híbrid del karkanxholl (una criatura licantròpica amb una Cota de malla) o el lugat (un fantasma o monstre que habita l'aigua). El dhampir sorgit d'un karkanxholl té la capacitat única de discernir el karkanxholl; d'això deriva l'expressió el dhampir coneix el lugat. El lugat no es veu, només el pot matar el dhampir, que sol ser ell mateix fill d'un lugat. En diferents regions, els animals poden ser reviscuts com a lugats; també, persones que viuen durant el son. Dhampiraj també és un cognom albanès.

#### Identificació de vampirs
S'utilitzaven molts rituals per identificar un vampir. Un mètode per trobar la tomba d'un vampir consistia a conduir un nen verge a través d'un cementiri o un recinte de l'església sobre un semental verge; suposadament, el cavall es resistiria a la tomba en qüestió. Generalment, un cavall negre era requerit, encara que a Albània havia de ser blanc. Els forats que apareixien a la terra sobre una tomba es prenien com un signe de vampirisme.
Els cadàvers que es pensava que eren vampirs es descriuen generalment com que presenten un aspecte més saludable del que s'esperava, gruixuts i que mostraven pocs o cap signe de descomposició. En alguns casos, quan s'obrien sepultures sospitoses, els vilatans fins i tot van descriure que el cadàver tenia sang fresca d'una víctima per tota la cara. L'evidència que un vampir estava actiu en una localitat determinada incloïa la mort de bestiar, ovelles, familiars o veïns. Els vampirs folklòrics també podrien fer notar la seva presència participant en activitats menors d'estil poltergeist, com ara llançar pedres als sostres o moure objectes de la llar, i exercir pressió sobre la gent mentre dormia.

#### Mètodes de destrucció

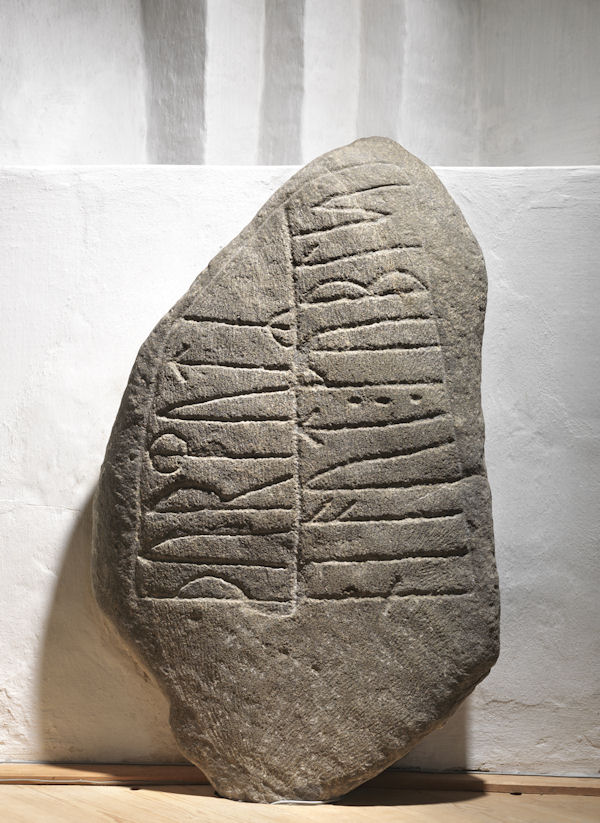
Una pedra rúnica amb una inscripció per mantenir el difunt a la seva tomba.

Els mètodes per destruir presumptes vampirs variaven, amb l'empalament com el mètode més citat, especialment a les cultures eslaves del sud. El freixe era la fusta preferida a Rússia i als estats bàltics, o l'hawthorn a Sèrbia, amb un registre d'alzina a Silèsia. El trèmol també s'utilitzava per a estaques, ja que es creia que la Creu de Crist estava feta de trèmol (també es creia que les branques de trèmol a les tombes dels presumptes vampirs impedien el seu aixecament a la nit). Els vampirs potencials eren més sovint estacats a través del cor, tot i que la boca era l'objectiu a Rússia i al nord d'Alemanya i l'estómac al nord-est de Sèrbia. Perforar la pell del pit era una manera de "desinflar" el vampir inflat. Això és semblant a una pràctica d'"enterrament antivampir": enterrar objectes afilats, com la falç, amb el cadàver, perquè puguin penetrar a la pell si el cos s'infla prou mentre es transforma en un "revenant".
La decapitació era el mètode preferit a les zones alemanyes i eslaves occidentals, amb el cap enterrat entre els peus, darrere de les natges o lluny del cos. Aquest acte es va veure com una manera d'accelerar la sortida de l'ànima, que en algunes cultures es deia que romania al cadàver. El cap, el cos o la roba del vampir també es podrien clavar amb punxes i fixar-se a la terra per evitar que s'aixequés.

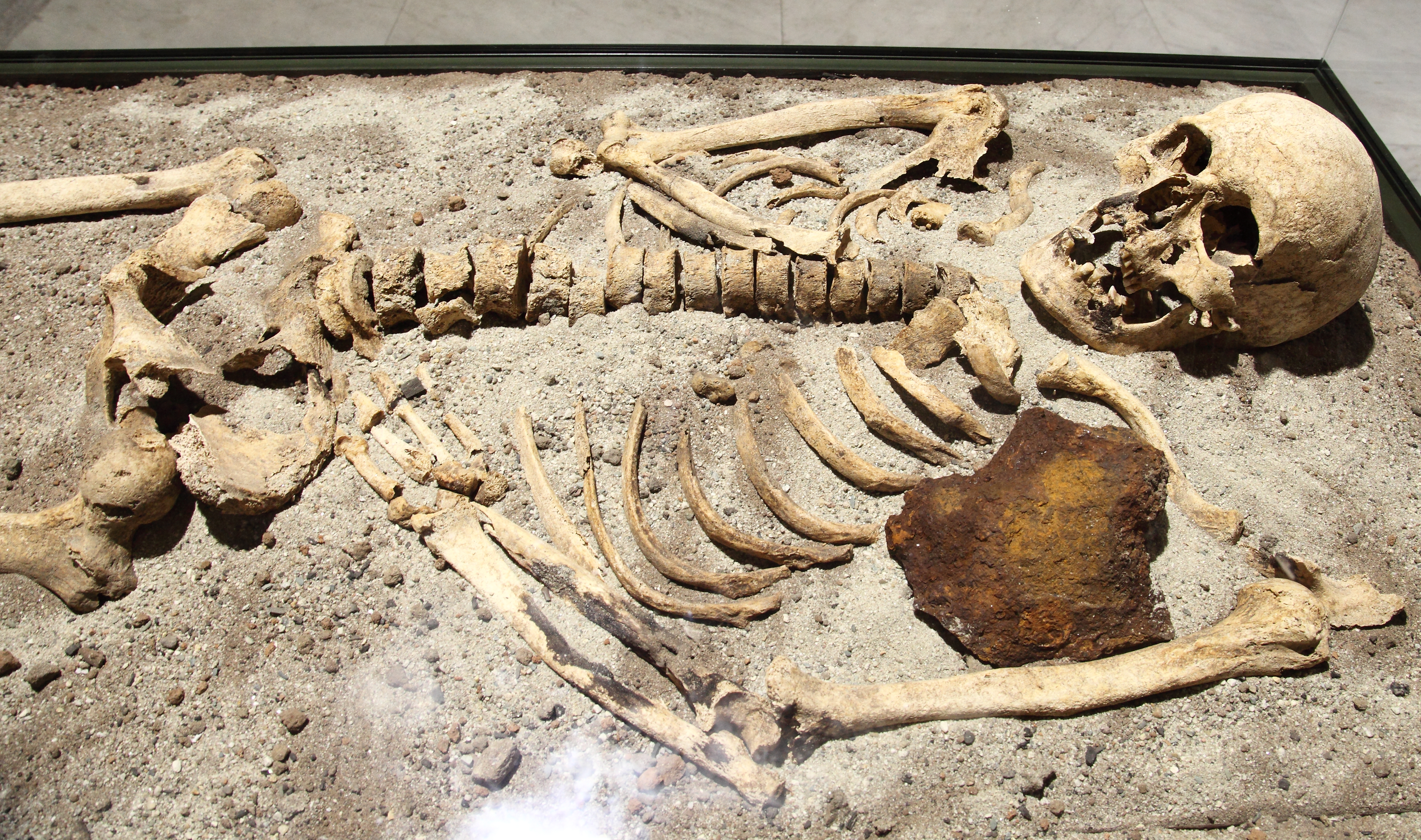
Un esquelet de 800 anys trobat a Bulgària apunyalat al pit amb una estaca de ferro.

El poble romaní introduïa agulles d'acer o ferro al cor d'un cadàver i col·locava trossos d'acer a la boca, sobre els ulls, les orelles i entre els dits en el moment de l'enterrament. També col·locaven lledoner al mitjó del cadàver o clavaven una estaca d'arç per les cames. En un enterrament del segle xvi prop de Venècia, un maó forçat a la boca d'un cadàver femení ha estat interpretat com un ritual de matança de vampirs pels arqueòlegs que el van descobrir el 2006. A Bulgària, s'han descobert més de 100 esquelets amb objectes metàl·lics, com ara broques d'arada, incrustats al tors.
Altres mesures van incloure abocar aigua bullint sobre la tomba o la incineració completa del cos. Al sud-est d'Europa, un vampir també podia morir afusellat o ofegat, repetint el servei funerari, ruixant aigua beneita al cos o per exorcisme. A Romania, l'all es podia posar a la boca i, fins al segle xix, es va prendre la precaució de disparar una bala a través del taüt. Per als casos resistents, el cos era desmembrat i les peces es cremaven, es barrejaven amb aigua i s'administraven als membres de la família com a cura. A les regions de l'Antiga Saxònia, es col·locava una llimona a la boca dels presumptes vampirs.

## Els vampirs catalans

### El comte Estruc
El comte Estruc o Estruga fou un vampir, radicat, segons una llegenda molt moderna, al castell de Llers, a l'Alt Empordà, on també se suposa que hi havia bruixes, immortalitzades pel poeta Carles Fages de Climent. Segons una obra literària de principis dels 90, el comte seria un noble català del segle xii que, un cop mort, hauria tornat a la vida en forma de vampir. Segons la llegenda, el comte seduïa les noies joves i les deixava embarassades. Al cap de nou mesos, aquestes dones parien petits monstres que morien només nàixer. Aquest horror va durar un temps fins que el monstre va ser trobat i mort per un ermità d'origen jueu que el va fer descansar en pau amb un sortilegi ancestral relacionat amb els rituals de la càbala.

### La vampira del Raval
Enriqueta Martí i Ripoll, coneguda popularment com la vampira del carrer de Ponent, la vampira del Raval o la vampira de Barcelona fou una segrestadora i suposada assassina en sèrie catalana. Malgrat la tradició popular, investigacions actuals posen en dubte la suposada criminalitat d'Enriqueta i asseguren que en realitat era una persona amb trastorns mentals de la qual només es pot provar fefaentment el segrest d'una nena, Teresina Guitart.

### Els dips
A Pratdip hi ha la llegenda dels Dips, gossos vampírics que haurien assolat la comarca i la figura dels quals apareix a l'escut de la població, així com en retaules de l'ermita dedicada a Santa Marina, la patrona local. Es creu que aquesta llegenda només pretenia fer por als borratxos del poble i evitar així que es dediquessin a beure més del compte.

## Organitzacions d'estudi
Existeixen diverses organitzacions que estudien la literatura i el folklore dels vampirs, com la Transylvanian Society of Dracula. A nivell dels Països Catalans existeix el Cercle V des de l'any 2004.

## Orígens de la creença en vampirs
S'han ofert moltes teories sobre els orígens de les creences dels vampirs i la histèria massiva relacionada. S'han citat com a causa de la creença en els vampirs des d'enterraments prematurs fins al desconeixement del cicle de la descomposició dels cossos després de la mort.

### Patologies

#### Descomposició
L'autor Paul Barber va afirmar que la creença en els vampirs va ser el resultat de les persones de les societats preindustrials que intentaven explicar el procés natural, però inexplicable, de la mort i la descomposició. De vegades, la gent sospitava de vampirisme quan un cadàver no tenia l'aspecte que pensaven que hauria de tenir un cadàver normal quan era desenterrat. Les taxes de descomposició varien segons la temperatura i la composició del sòl, i molts dels signes són poc coneguts. Això ha portat als caçadors de vampirs a concloure erròniament que un cadàver no s'havia descompost en absolut o a interpretar els signes de descomposició com a signes de vida continuada.
Els cadàvers s'inflen a mesura que els gasos de la descomposició s'acumulen al tors i l'augment de la pressió obliga la sang a supurar pel nas i la boca. Això fa que el cos sembli "rebassut", "ben alimentat" i "rojós", canvis que són encara més sorprenents si la persona estava pàl·lida o prima a la vida. En el cas d'Arnold Paole, els seus veïns van jutjar el cadàver exhumat d'una dona gran amb un aspecte més gras i sa del que havia semblat mai a la vida. La sang exsudada donava la impressió que el cadàver havia estat recentment involucrat en una activitat vampírica. L'enfosquiment de la pell també és causat per la descomposició. L'aixecament d'un cos inflat i en descomposició podria fer que el cos sagni i forçar els gasos acumulats a escapar del cos. Això podria produir un so semblant a un gemec quan els gasos passen per sobre de les cordes vocals, o un so que recorda la flatulència quan passen per l'anus. L'informe oficial sobre el cas Petar Blagojevich parla d'«altres signes salvatges que passo per alt per respecte». Després de la mort, la pell i les genives perden líquids i es contrauen, deixant al descobert les arrels del cabell, les ungles i les dents, fins i tot les dents que estaven ocultes a la mandíbula. Això pot produir la il·lusió que els cabells, les ungles i les dents han crescut. En un moment determinat, les ungles cauen i la pell es desenganxa, tal com es va informar en el cas Blagojevich: la dermis i l'arrel de l'ungla que emergeixen per sota es van interpretar com a "pell nova" i "ungles noves".

#### Enterrament prematur
Les llegendes dels vampirs també poden haver estat influenciades per individus enterrats vius a causa de les mancances en els coneixements mèdics de l'època. En alguns casos en què la gent va informar de sons que emanaven d'un taüt específic, més tard es va desenterrar i es van descobrir marques d'ungles a l'interior de la víctima que intentava escapar. En altres casos, la persona es colpejava el cap, el nas o la cara i semblaria que s'havia "alimentat". Un problema amb aquesta teoria és la qüestió de com presumiblement, les persones enterrades vives aconseguien mantenir-se amb vida durant un període prolongat sense menjar, aigua o aire fresc. Una explicació alternativa del soroll és el bombolleig dels gasos que escapen de la descomposició natural dels cossos. Una altra causa probable de les tombes desordenades és el robatori de tombes.

#### Malaltia
El vampirisme folklòric s'ha associat amb grups de morts per malalties misterioses o no identificables, generalment dins de la mateixa família o de la mateixa petita comunitat. L'al·lusió epidèmica és òbvia en els casos clàssics de Petar Blagojevich i Arnold Paole, i encara més en el cas de Mercy Brown i en les creences de vampirs de Nova Anglaterra en general, on una malaltia específica, tuberculosi, es va associar amb brots de vampirisme. Igual que amb la forma pneumònica de la pesta bubònica, es va associar amb la ruptura del teixit pulmonar que provocava l'aparició de sang als llavis.
El 1985, el bioquímic David Dolphin va proposar un vincle entre el rar trastorn de la sang porfíria i el folklore dels vampirs. En assenyalar que la malaltia es tracta amb el grup hemo intravenós, va suggerir que el consum de grans quantitats de sang pot provocar que l'hemo es transporti d'alguna manera a través de la paret de l'estómac i al torrent sanguini. Per tant, els vampirs eren merament malalts de porfíria que buscaven substituir l'hemo i alleujar els seus símptomes.
La teoria va ser rebutjada mèdicament, ja que els suggeriments que els malalts de porfíria desitgen l'hemo a la sang humana o que el consum de sang podria alleujar els símptomes de la porfíria es basen en un malentès de la malaltia. A més, es va notar que Dolphin va confondre els vampirs xucladors de sang de la ficció amb els del folklore, molts dels quals no beuen sang. De la mateixa manera, es fa un paral·lelisme entre la sensibilitat a la llum del sol pels malalts, però això es va associar amb vampirs de ficció i no els folklòrics. En qualsevol cas, Dolphin no va arribar a publicar la seva obra de forma més àmplia. Tot i ser descartat pels experts, el vincle va obtenir l'atenció dels mitjans i va entrar en el folklore popular modern.
Un neuròleg, Juan Gómez-Alonso, va examinar el possible vincle de la ràbia amb el folklore dels vampirs. La susceptibilitat a l'all i la llum podria ser deguda a la hipersensibilitat, que és un símptoma de la ràbia. També pot afectar parts del cervell que poden provocar alteracions dels patrons normals de son (per tant, esdevenen nocturns) i hipersexualitats. La llegenda deia una vegada que un home no era rabiós si podia mirar el seu propi reflex (una al·lusió a la llegenda que els vampirs no tenen cap reflex). Els Llops i els ratpenats, que sovint s'associen amb vampirs, poden ser portadors de ràbia. La malaltia també pot provocar un impuls per mossegar els altres i una escuma sagnant a la boca.

### Teories psicodinàmiques
En el seu tractat de 1931 On the Nightmare, el psicoanalista gal·lès Ernest Jones va afirmar que els vampirs són símbols de diversos impulsos inconscients i mecanismes de defensa. Emocions com l'amor, la culpa i l'odi alimenten la idea del retorn dels morts a la tomba. Desitjant un retrobament amb els éssers estimats, els dolents poden projectar la idea que els recentment morts han d'anhelar el mateix. D'aquí sorgeix la creença que els vampirs i els revenants folklòrics visiten primer els familiars, especialment els seus cònjuges.
En els casos en què hi havia culpa inconscient associada a la relació, el desig de retrobament pot ser subvertit per l'ansietat. Això pot conduir a la repressió, que Sigmund Freud havia relacionat amb el desenvolupament de la por morbosa. Jones va suposar en aquest cas que el desig original d'una reunió (sexual) podria canviar dràsticament: el desig és substituït per la por; l'amor és substituït pel sadisme, i l'objecte o ésser estimat és substituït per una entitat desconeguda. L'aspecte sexual pot estar o no present. Alguns crítics moderns han proposat una teoria més senzilla: la gent s'identifica amb vampirs immortals perquè, en fer-ho, superen, almenys temporalment, la seva por a morir.
Jones va vincular la sexualitat innata del xuclar amb el canibalisme, amb una connexió folklòrica amb un comportament semblant a l'íncube. Va afegir que quan es reprimeixen aspectes més normals de la sexualitat, es poden expressar formes regressades, en particular el sadisme; va sentir que el sadisme oral és integral en el comportament vampíric.

### Interpretacions polítiques

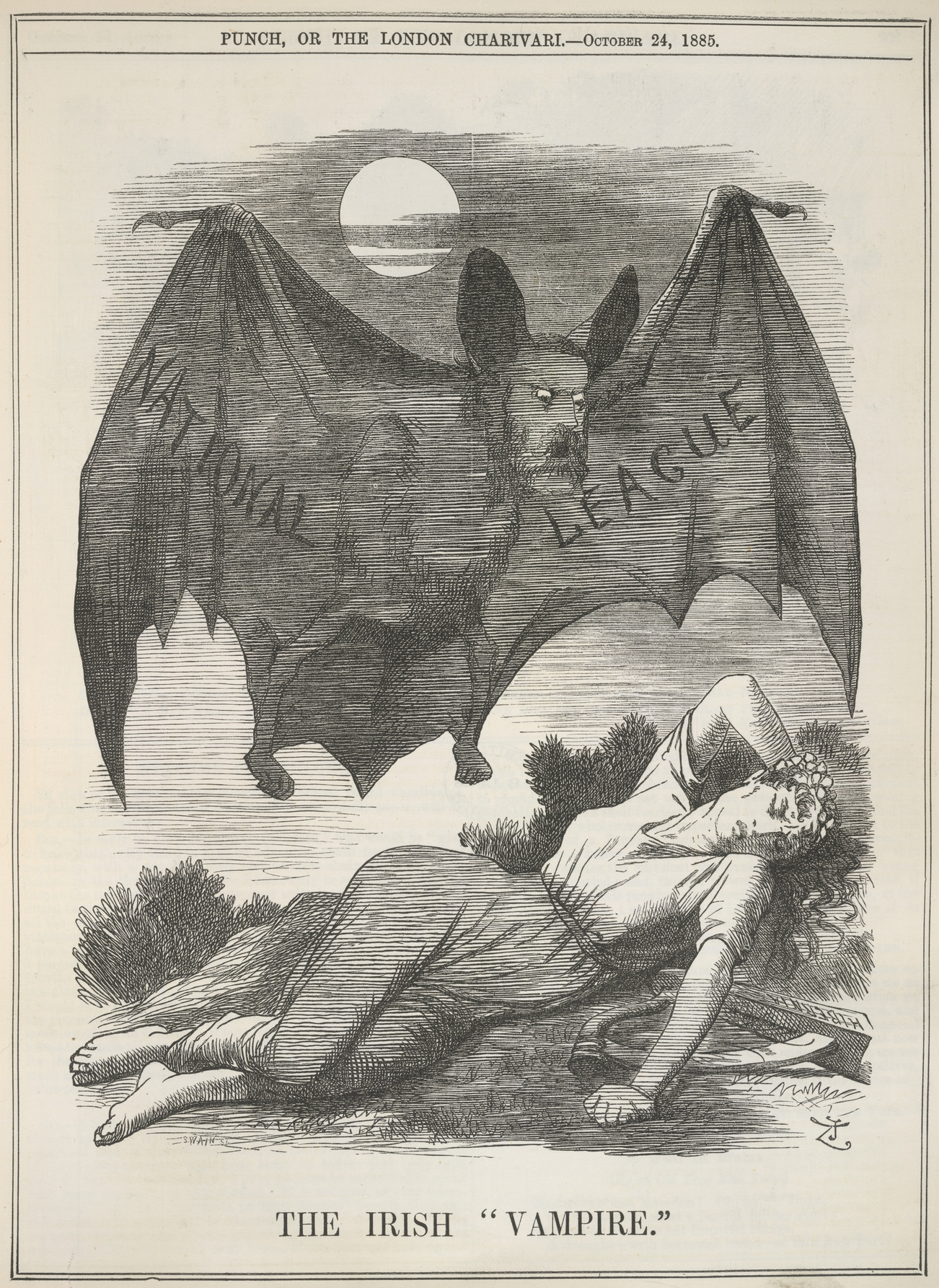
Caricatura política de 1885 que representa la Lliga Nacional Irlandesa com el "Vampir irlandès" que s'aprofita d'una dona adormida.

La reinvenció del mite dels vampirs a l'era moderna no està exempta de connotacions polítiques. L'aristocràtic comte Dràcula, sol al seu castell, a part d'uns quants criats dements, que apareix només de nit per alimentar-se de la seva pagesia, és un símbol de l'antic règim paràsit. En la seva entrada per a «Vampires» al Dictionnaire philosophique (1764), Voltaire observa com la meitat del segle xviii va coincidir amb la decadència de la creença folklòrica en l'existència dels vampirs, però que ara «hi havia intermediaris bursàtils, corredors i homes de negocis, que xuclaven la sang de la gent a plena llum del dia, però no eren morts, encara que corruptes. Aquests veritables xucladors no vivien en cementiris, sinó en palaus molt agradables».
Marx va definir el capital com el «treball mort que, semblant a un vampir, només viu xuclant mà d'obra viva, i com més viu, més treball xucla». Werner Herzog, en la seva pel·lícula Nosferatu: Phantom der Nacht, dona a aquesta interpretació política un gir extra irònic quan el protagonista Jonathan Harker, un advocat de classe mitjana, es converteix en el següent vampir; d'aquesta manera el burgès capitalista esdevé la següent classe paràsita.

### Psicopatologia
Diversos assassins han realitzat rituals aparentment vampírics a les seves víctimes. Els assassins en sèrie Peter Kürten i Richard Trenton Chase van ser anomenats "vampirs" als tabloides després que van ser descoberts bevent la sang de les persones que van assassinar. El 1932, un cas d'assassinat no resolt a Estocolm, Suècia, va rebre el sobrenom d'«Assassinat de vampirs», a causa de les circumstàncies de la mort de la víctima. La comtessa i assassina en massa hongaresa de finals del segle xvi Elizabeth Báthory es va fer infame en les obres dels segles posteriors, que la representaven banyant-se amb la sang de les seves víctimes per conservar la bellesa o la joventut.

## Demostració de la inexistència dels vampirs
El físic Costas Efthimiou demostrà mitjançant una progressió geomètrica que els vampir no poden existir, almenys prolongadament. Per a demostrar-ho assumeix que un vampir necessita aliment una vegada al mes i que al mossegar una persona/víctima la converteix en vampir.
{\displaystyle P-2^{n}+1=h}
On P és el total de la població humana no-vampira inicial, n és el total de mesos transcorreguts i h és el total de la població humana no-vampira que hi queda transcorreguts n mesos.
La conseqüència seria l'extinció humana en qüestió de mesos per l'increment geomètric de la població vampira junt al decreixement geomètric de la població humana. La taxa de naixement humana sol ser inferior a la taxa d'aparició de vampirs.

## Ratpenats vampirs

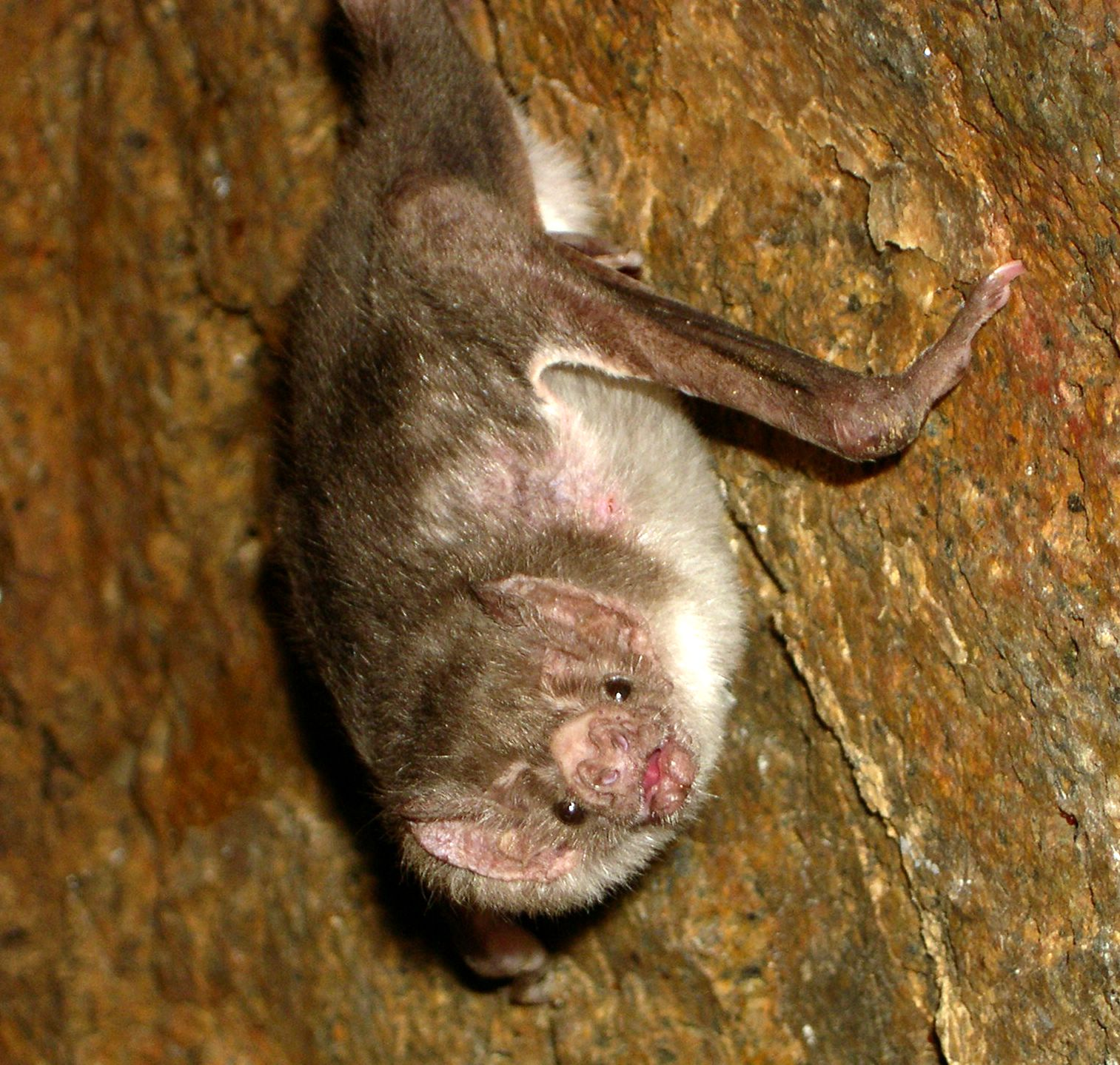
Un vampir a Peru.

Tot i que moltes cultures tenen històries sobre ells, els ratpenats vampirs han esdevingut recentment una part integral de la tradició dels vampirs. Els ratpenats vampirs es van integrar al folklore dels vampirs després que fossin descoberts a la part continental d'Amèrica del Sud al segle xvi. No hi ha ratpenats vampirs a Europa, però sí ratpenats i mussols, que s'han associat durant molt de temps amb el sobrenatural i els presagis, principalment pels seus hàbits nocturns.
Les tres espècies de ratpenats vampirs són totes endèmiques de Llatinoamèrica, i no hi ha proves que suggereixin que tinguessin algun familiar del Vell Món dins la memòria humana. Per tant, és impossible que el vampir folklòric representi una presentació o memòria distorsionada del ratpenat vampir. Els ratpenats van rebre el nom del vampir folklòric i no a la inversa. A part del perill d'infecció per ràbia, la mossegada del ratpenat vampir no sol ser perjudicial per a una persona, però se sap que el ratpenat s'alimenta activament d'humans i de preses grans com el bestiar i sovint deixa la marca registrada de la mossegada de dues puntes a la pell de la seva víctima.
El Dràcula literari es transforma en ratpenat diverses vegades a la novel·la, i els mateixos ratpenats vampirs s'esmenten dues vegades. La producció escènica de Dràcula de 1927 va seguir la novel·la en fer que Dràcula es convertís en un ratpenat, igual que la pel·lícula, on Béla Lugosi es transformaria en una ratpenat. L'escena de transformació del ratpenat va ser utilitzada de nou per Lon Chaney Jr. a Son of Dracula.

## Vampirs en la ficció moderna
El personatge del vampir és ara una constant en la ficció, tant en la literatura com en les pel·lícules. Aquesta ficció va començar amb la poesia del segle xviii i va continuar amb contes breus del segle xix, el primer i més influent dels quals va ser "El vampir" de John Polidori (1819), amb el vampir lord Ruthven. Les primeres obres que els tractaven els dibuixaven com a monstres sanguinaris, depredadors que feien por als personatges humans. Posteriorment, es va aprofundir en el seu caràcter maleït i marginal (des del romanticisme) i en els seus dilemes per integrar-se o no en la societat ordinària. En paral·lel, es va destacar el seu costat eròtic. La ficció més moderna els presenta com una ètnia més, en convivència amb els humans, amb les seves virtuts, defectes i angoixes. Però no tots són així. És el cas dels dos relats russos d'Alexei Tolstoi (1817-1875): El vampir (1841), centrat en la figura de l'upir rus; i, La família del Vurdalak (1839), ambientat a Sèrbia.

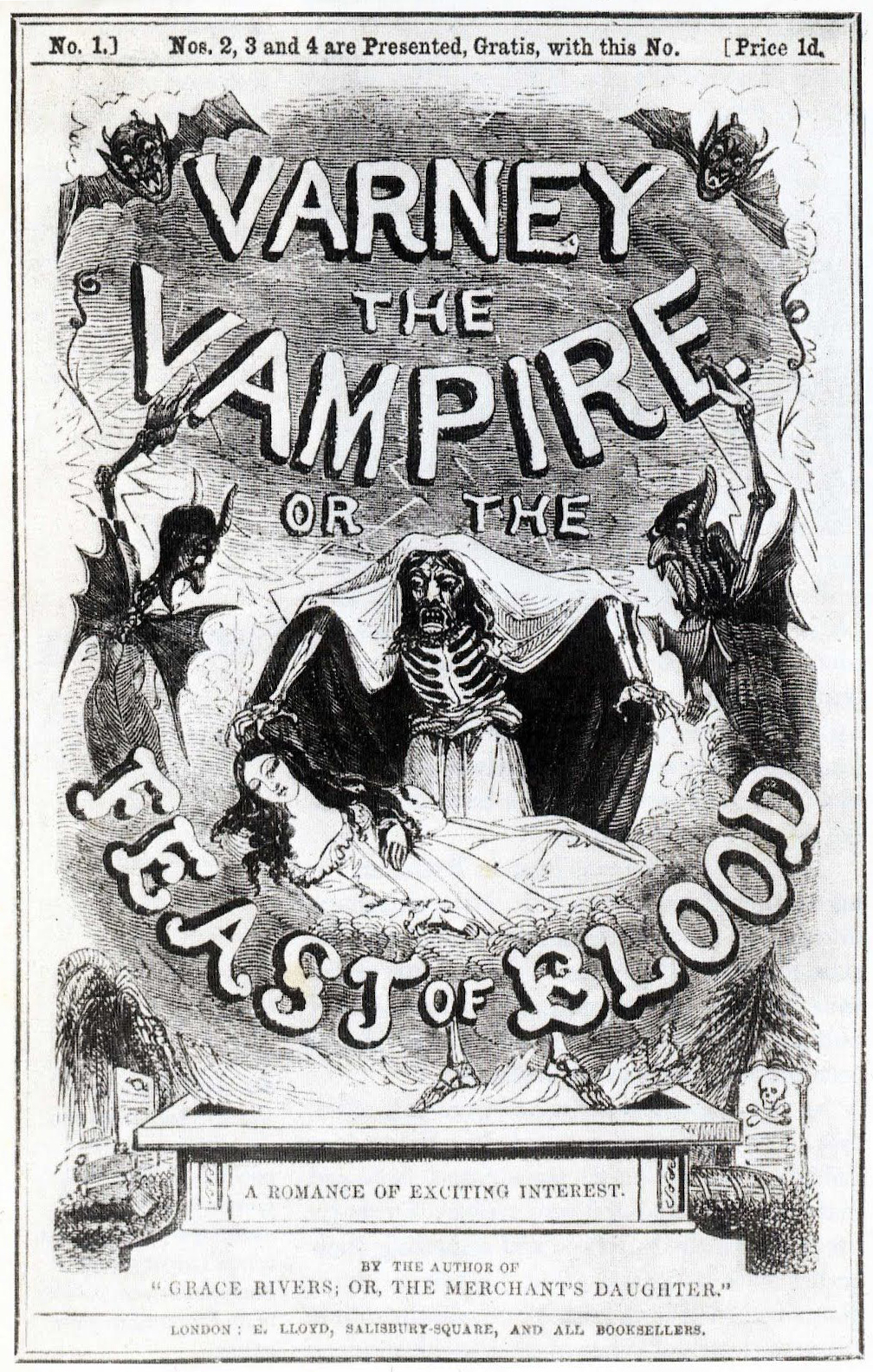
Portada d'una de les edicions serialitzades originals de Varney el vampir.

El tema dels vampirs va continuar en Varney el vampir, una història popular d'horror gòtic ambientada a l'era victoriana de James Malcolm Rymer i Thomas Peckett Prest, que va aparèixer per primera vegada entre 1845 i 1847 en una sèrie de pamflets generalment coneguts com a penny dreadfuls pel seu baix preu i pel seu contingut horripilant. Publicada en forma de llibre el 1847, la història té 868 pàgines en dues columnes. Té un estil marcat de suspens, utilitzant imatges vívides per descriure les gestes horroroses de Varney. Una altra incorporació important al gènere va ser la història de la vampira lesbiana Carmilla (1871) de Sheridan Le Fanu. Igual que Varney abans que ella, la vampiressa Carmilla és retratada amb una llum una mica simpàtica mentre es destaca la compulsió de la seva condició.
Cap esforç per representar vampirs a la ficció popular va ser tan influent ni tan definitiu com Dràcula de Bram Stoker (1897), publicat el 1897.
Amb el temps, alguns atributs que ara es consideren integrals es van incorporar al perfil del vampir: els ullals i la vulnerabilitat a la llum solar van aparèixer al llarg del segle xix, amb Varney el vampir i el comte Dràcula amb dents sortints, i el Comte Orlok del Nosferatu de Murnau (1922) tement la llum del dia. La capa va aparèixer a les produccions escèniques de la dècada de 1920, amb un coll alt introduït pel dramaturg Hamilton Deane per ajudar a Dràcula a "desaparèixer" a l'escenari. Lord Ruthven i Varney eren capaços de curar-se amb la llum de la lluna, encara que no se'n sap cap explicació en el folklore tradicional. Implícit encara que no sovint documentat explícitament en el folklore, la immortalitat és un atribut que apareix molt en el cinema i la literatura de vampirs. Es parla molt del preu de la vida eterna, és a dir, de la necessitat incessant de sang dels anteriors iguals.
La darrera part del segle xx va veure l'augment de les èpiques de vampirs en diversos volums, així com un renovat interès pel tema als llibres. El primer d'ells va ser la sèrie Barnabas Collins (1966–71) de l'escriptora gòtica Marilyn Ross, basada en la sèrie de televisió nord-americana contemporània Dark Shadows. També va marcar la tendència per veure els vampirs com a herois tràgics poètics més que com a l'encarnació més tradicional del mal. Aquesta fórmula es va seguir a les molt populars Cròniques de vampirs (1976–2003) de la novel·lista Anne Rice, i la saga Crepuscle (2005–2008) de Stephenie Meyer.

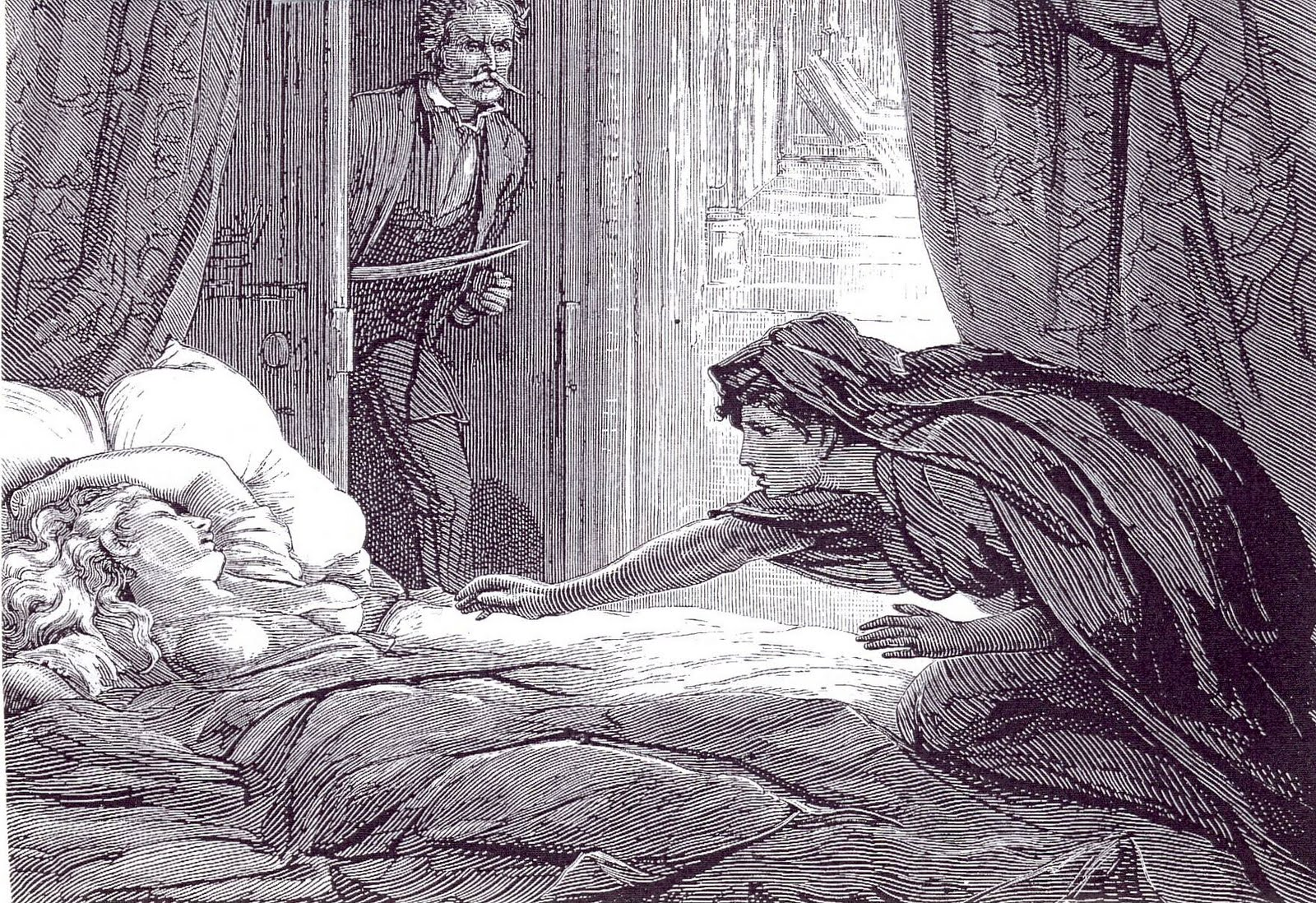
Carmilla per Sheridan Le Fanu, il·lustrat per D. H. Friston, 1872.

Alguns dels vampirs més famosos són:
- Dràcula, de l'obra homònima de Bram Stoker.
- Edward Cullen, de les novel·les per a adolescents de Stephenie Meyer.
- Armand i Lestat, uns dels protagonistes de la sèrie de Cròniques vampíriques, d'Anne Rice.[99]
- Carmilla, una de les primeres vampiresses, de les històries de Joseph Sheridan Le Fanu.
- Angel, el vampir atractiu de la sèrie de televisió Buffy the Vampire Slayer i protagonista de la sèrie derivada Angel.
- Varney el vampir, de les obres de James Malcolm Rymer, primer vampir penedit de la història.
- Simon Belmont, l'antagonista de Dràcula en els videojocs de Castlevania.
- Alucard, present en diversos relats, incloent-hi mangues i pel·lícules, anagrama de Dràcula.
- Lord Ruthven, del conte de John William Polidori, un dels primers vampirs literaris de gènere gòtic.
- Blade, un dhampir dels còmics i pel·lícules de la saga iniciada amb Blade.
- Rudolf, de les novel·les infantils de la sèrie El petit vampir, d'Angela Sommer-Bodenburg.
- Damon i Stefan Salvatore de Diaris de vampirs.
- Eric Northman, Bill Compton i altres personatges de la saga de Vampirs surenys, basats en la vida de la telèpata Sookie Stackhouse i escrits per Charlaine Harris.
- John Mitchell i Hal Yorke de Being Human.

### Vampirs al cinema i la televisió

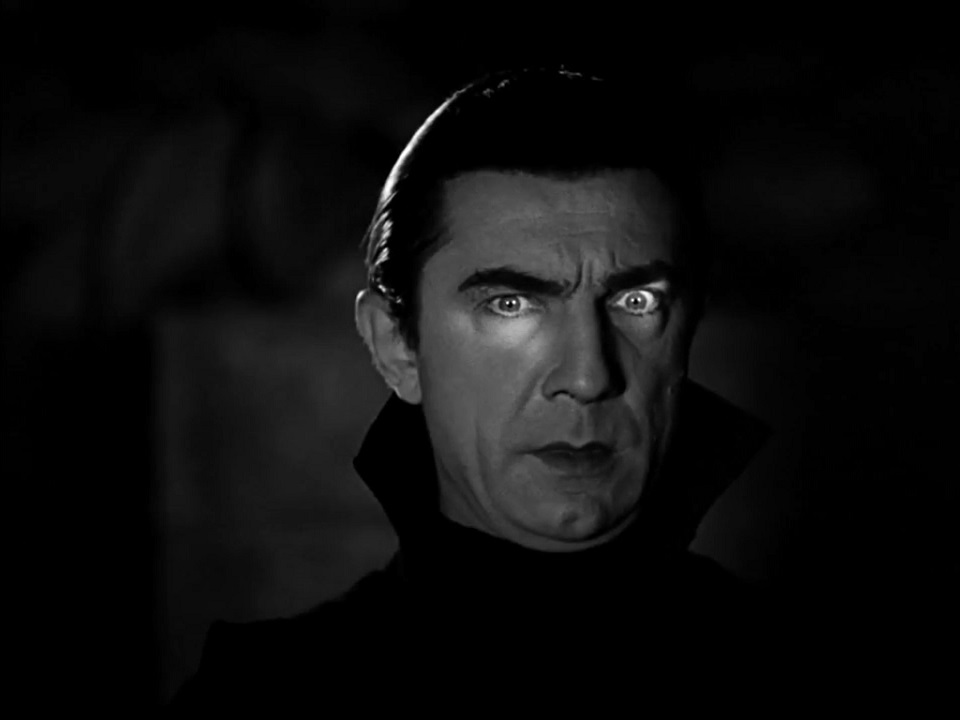
El Comte Dràcula interpretat per Béla Lugosi el 1931 a Dracula

Considerat una de les figures preeminents de les pel·lícula de terror clàssiques, el vampir ha demostrat ser un tema ric per a les indústries del cinema, la televisió i els jocs. Dràcula és un personatge important en més pel·lícules que no pas en Sherlock Holmes, i moltes de les primeres pel·lícules estaven basades en la novel·la Dràcula o bé derivades d'ella. Aquests inclouen la pel·lícula de terror expressionista alemanya muda de 1922 Nosferatu, dirigida per F. W. Murnau i amb la primera representació cinematogràfica de Dràcula, tot i que els noms i els personatges estaven pensats per imitar els de Dràcula. La pel·lícula de 1931 Dracula d'Universal, protagonitzada per Béla Lugosi com el comte i dirigida per Tod Browning, va ser la primera pel·lícula sonora en que es va interpretar el personatge de Dràcula. Tant l'actuació de Lugosi com la pel·lícula en general van ser influents en el gènere florit del cinema de terror, ara capaç d'utilitzar el so i els efectes especials de manera molt més eficient que a l'era del cinema mut. La influència d'aquesta pel·lícula de 1931 va perdurar durant la resta del segle xx i fins a l'actualitat. Stephen King, Francis Ford Coppola, Hammer Horror i Philip Saville s'han inspirat en una o altra pel·lícula directament, ja sigui mitjançant la posada en escena o fins i tot a través de citar directament la pel·lícula, especialment amb la frase de Stoker "Escolta'ls. Els nens de la nit. Quina música fan!" dita per Lugosi; per exemple Coppola va retre homenatge a aquest moment amb Gary Oldman en la seva interpretació del conte l'any 1992 i King ha acreditat aquesta pel·lícula com a inspiració per al seu personatge de Kurt Barlow repetidament a les entrevistes. Per aquests motius la pel·lícula va ser seleccionada per la Biblioteca del Congrés dels Estats Units per ser inclosa al National Film Registry l'any 2000.
La llegenda del vampir va continuar a través de la indústria cinematogràfica quan Dràcula es va reencarnar a la sèrie de pel·lícules pertinents de Hammer Horror, protagonitzades per Christopher Lee com el Comte. L'èxit de 1958 Dracula protagonitzada per Lee va ser seguida de set seqüeles. Lee va tornar com a Dràcula en totes menys dues i es va fer molt conegut en el paper. A la dècada de 1970, els vampirs de les pel·lícules s'havien diversificat amb obres com Comte Iorga, el vampir (1970), un comte africà a Blacula de 1972, Count Dracula de la BBC amb l'actor francès Louis Jourdan com a Dràcula i Frank Finlay com a Abraham Van Helsing, i un vampir semblant a Nosferatu a Salem's Lot, de 1979, i un remake del mateix Nosferatu, titulat Nosferatu: Phantom der Nacht amb Klaus Kinski el mateix any. Diverses pel·lícules van presentar la caracterització d'una vampira, sovint lesbiana, com The Vampire Lovers (1970), basada en Carmilla, de Hammer Horror, tot i que les trames encara giraven al voltant d'un personatge central d'un vampir malvat.

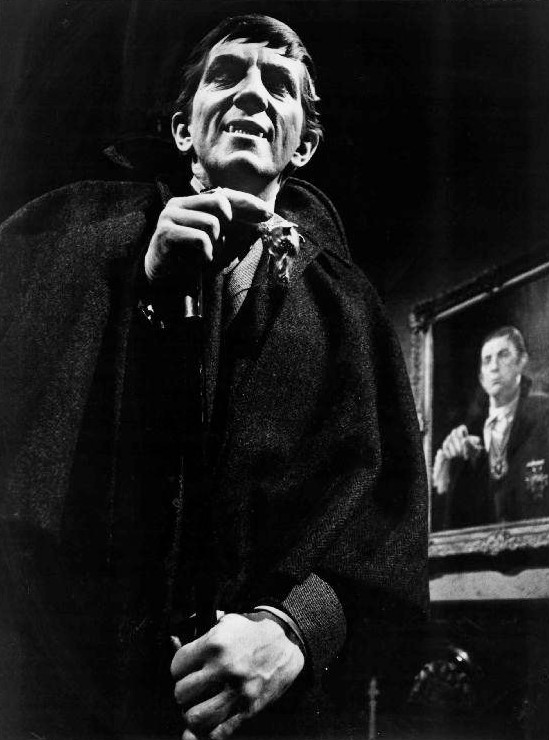
'Dark Shadows de la televisió dels anys 60, amb el personatge vampir Barnabas Collins, de Jonathan Frid.

La telenovel·la gòtica Dark Shadows, de la televisió nord-americana de 1966 a 1971, presentava el personatge vampir Barnabas Collins, interpretat per Jonathan Frid, que va resultar en part responsable de convertir la sèrie en una de les més populars d'aquest tipus, acumulant un total de 1.225 episodis en els seus gairebé cinc anys de durada. El pilot de la sèrie de televisió posterior de 1972 Kolchak: The Night Stalker girava al voltant d'un periodista que caçava un vampir a Las Vegas Strip. Pel·lícules posteriors van mostrar més diversitat en la trama, amb algunes centrades en caçadors de vampirs, com ara les basades en el personatge Blade de Marvel Comics i la pel·lícula Buffy the Vampire Slayer. Buffy, 
estrenada el 1992, va presagiar una presència vampírica a la televisió, amb la seva adaptació a una sèrie del mateix nom i la sèrie derivada Angel. Altres van mostrar el vampir com a protagonista, com ara L'ànsia de 1983, Entrevista amb el vampir de 1994 i la seva seqüela indirecta Queen of the Damned, i la sèrie de 2007 Moonlight. La pel·lícula de 1992 Dràcula de Bram Stoker de Francis Ford Coppola es va convertir en la pel·lícula de vampirs més taquillera de la història fins aquell moment.
Aquest augment de l'interès per les trames vampíriques va fer que el vampir fos representat en pel·lícules com Underworld, Van Helsing i Els guardians de la nit i una minisèrie de televisió remake de Salem's Lot. La sèrie Blood Ties es va estrenar a Lifetime Television el 2007, amb un personatge interpretat com Henry Fitzroy, un fill il·legítim d'Enric VIII d'Anglaterra convertit en vampir, a l'actual Toronto, amb una antiga detectiva de Toronto en el paper protagonista. Una sèrie de 2008 de HBO, titulada True Blood, dona un Gòtic del sud al tema dels vampirs. El 2008 Being Human es va estrenar a Gran Bretanya i presentava un vampir que compartia pis amb un home llop i un fantasma. La popularitat contínua del tema dels vampirs s'ha atribuït a una combinació de dos factors: la representació de la sexualitat i el temor perenne a la mortalitat.

## Jocs
El joc de rol Vampire: The Masquerade ha influït en la ficció moderna de vampirs i elements de la seva terminologia en la ficció contemporània. Els videojocs populars sobre vampirs inclouen Castlevania, que és una extensió de la novel·la original Dràcula de Bram Stoker, i Legacy of Kain. El joc de rol Dungeons & Dragons inclou vampirs.